# メインストリート駅 (リッチモンド)
リッチモンド・メインストリート駅（英語: Richmond Main Street Station）はアメリカ合衆国バージニア州リッチモンド イースト・メイン・ストリート1500にある駅。 全米各地を結ぶ旅客鉄道のアムトラックが乗り入れている。

## 概要
リッチモンドのショッコー・ボトム地区にある国定歴史建造物に指定されている赤レンガ造の駅である。地理的にリッチモンドの中心に位置しているが、運行上は郊外のリッチモンド・ステープルズ・ミル・ロード駅がリッチモンドの玄関口となっている。
当駅は南北を結ぶシーボード・エア・ライン鉄道（SAL）と東西を結ぶチェサピーク・アンド・オハイオ鉄道（C＆O）用のユニオン駅として建設された。駅舎はボザール様式のスタイルの優れた例を提示している。6階建ての4つの時計がある塔は駅舎の南西の角にある。駅本屋は4階建てであり、1階と2階に待合室、切符売り場、食堂等があり、3階、4階は事務室があった。メインストリート駅は1970年10月15日に国家歴史登録財に加え、1976年12月8日に国定歴史建造物に指定された。
1959年シーボード・エア・ライン鉄道がブロードストリート駅（現バージニア州科学博物館）へ旅客営業を移転した後もチェサピーク・アンド・オハイオ鉄道は1971年にアムトラックが旅客営業を引き継ぐまでは旅客営業を続け事務所を構えていた。しかし、1975年10月15日ハリケーン「アグネス」が襲来し、ジェームズ川の水位が上昇し、駅の1階が浸水し、アムトラックは旅客営業を廃止した。SWA開発会社がショッピングモールにする計画を立て1983年に購入するまで駅は空き家となった。1983年10月7日火災により上層階や屋根が焼損した。駅舎はその後、レプリカ屋根瓦を使用することを含む復元工事を施工し、ショッピングモールは1985年にオープンしたが、その後、短期間で閉店した。
1991年総合陸上輸送効率化法（ISTEA）の可決は当駅の復元計画を開始する機会となった。計画はマルチモーダル輸送ハブを想定した。復元工事にかかった5,410万ドルの費用は連邦政府、バージニア州、地方自治体から賄われた。工事は2001年8月に始まった。内装解体は漆喰壁のアスベスト除去の必要があったため6か月かかった。改装中のいくつかの問題が古い部材の交換で解決されたが、構造体の問題はより深刻で、駅舎の2階を支えるために鉄骨で補強した。セキュリティシステム、ネットワーク配線、障害を持つアメリカ人法に準拠した新しいエレベーターなど現代的要素の機械、電気、配管のアップグレードは控えめに施工された。内装復元へのもう一つの重要な課題は火災や水害による歴史的は色見本の喪失であった。大規模な補修を必要としたレンガやテラコッタの装飾の多くは天候により損傷しており、修繕工事が施工された。復元工事施工中も線路は営業線であり、外の作業は安全上の理由のために一日に数回中断する必要があった。プラットホームはコンクリートになったが、上屋のユニークな鉄製装飾や構造支持体はオリジナルと同じように復元した。景観を良くするためライトアップされた。2003年、アムトラックは当駅を経由する運行を再開した。

## 利用可能な鉄道路線／列車
アムトラックの停車する列車は下記の通り。
ボストンとニューポートニューズ間の昼行長距離列車ノースイースト・リージョナル…1日2往復停車

## バス
当駅から乗車できるバスは以下の通り。
中長距離バス：メガバス（Megabus） ワシントン - リッチモンド系統
路線バス： グレーター・リッチモンド交通 (Williamsburg Greater Richmond Transit Company)